# Argyreuptychia anacleta
Argyreuptychia anacleta är en fjärilsart som beskrevs av Butler 1876. Argyreuptychia anacleta ingår i släktet Argyreuptychia och familjen praktfjärilar. Inga underarter finns listade i Catalogue of Life.